# Luis Calvo Teixeira
Luis Calvo Teixeira (Ceuta, 1936 - Marbella, 7 de mayo de 2015) fue un director, realizador y guionista de televisión español.
En su larga carrera, la mayor parte de ella en TVE, dio a la pantalla varias series de telecomedias originales como las tituladas Pablo y Virginia, Doce lecciones de felicidad conyugal y Viaje alrededor de una pareja. Dirigió también muchos episodios de las series Dichoso mundo, Páginas sueltas, Hora once, Doce cuentos y una pesadilla y Teatro de siempre, series que constituyeron la mejor parte de la programación en la Segunda Cadena de TVE durante los primeros años de su creación.
Horas doradas, serie musical en coproducción con Estados Unidos y Canadá; el programa especial Fulgor y muerte de Joaquín Murieta, finalista del Premio Italia de Televisión; todos los programas infantiles titulados Fiesta y Hoy también es fiesta y, sobre todo, la serie de documentales culturales El arte de vivir han formado parte de la actividad de este director y guionista que, durante casi cuarenta años, desde 1963 hasta 1992, ha llegado a conseguir una videografía cuyo número de programas se eleva a la cantidad de quinientos títulos.En 1988 dirige y presenta el espacio documental Por la ruta de los vientos en TVE con amplia multidifusión en canales internacionales, contando con guionsitas como Maite Rico o Carlos Villarrubia.
Ante el acontecimiento de la Expo 92 de Sevilla, Luis Calvo Teixeira escribió y dirigió una serie documental de trece capítulos, de una hora de duración cada uno, que se tituló Exposiciones Universales, el mundo en Sevilla y que se emitió por la Primera Cadena de TVE en los meses anteriores a la inauguración de la Expo.
Con motivo del Quinto Centenario del Descubrimiento de América, Luis Calvo Teixeira fue nombrado por Pilar Miró Director de Programas de TVE para dicho Quinto Centenario.